# Gyrophanopsis zealandica
Gyrophanopsis zealandica là một loài nấm thuộc chi đơn loài Gyrophanopsis, họ Meruliaceae. Chúng được Jülich mô tả lần đầu vào năm 1979.